# Драгиша Васић
Драгомир Драгиша Васић (Горњи Милановац, 2. октобар 1885 — логор Стара Градишка, април 1945) био је српски и југословенски политичар, академик, адвокат, приповедач, романсијер, есејиста и новинар. У међуратном периоду био је припадник Републиканске странке и потпредседник Српског културног клуба.
Почетком Другог светског рата је приступио четничком покрету Драже Михаиловића, где је међу присталицама био познат као Чича Драгиша. Био је један од најистакнутијих чланова четничког Централног националног комитета. При крају рата одвојио се од Михаиловића и пошао заједно са Павлом Ђуришићем према Словенији. Предао се усташама после битке на Лијевче пољу и убијен у логору Стара Градишка.

## Биографија

### Младост
Драгиша Васић је рођен у Горњем Милановцу 2. септембра 1885. од оца Вићентија (1849-1923), трговца, и мајке Христине (1857-1945) рођене Зисић. Ту је завршио основну школу и гимназију пре него што је прешао у Београд да студира право. Као младић послат је на школовање у Београду. Пре почетка Првог светског рата студирао је књижевност и права. Био је професор књижевности и правник у Београду. Рано је остао удовац. Прва жена Радмила је била кћи политичара Стојана Рибарца. Драгиша Васић је био велики поборник организације Црна рука. По оцу је пореклом из села Горња Трепча код Чачка. Друга супруга Наталија предавала је у гимназији у Аранђеловцу.

### Балкански ратови и Први светски рат
Борио се у Балканским ратовима и учествовао у Кумановској и Брегалничкој бици. У Први светски рат је отишао са чином резервног поручника војске краљевине Србије. Наставио је да служи у Српској војсци током Првог светског рата и борио се у Колубарској бици новембра и децембра 1914. Повукао се са српском војском кроз Албанију у зиму 1915. и 1916. и искрцао на грчком острву Крф, одакле је пребачен на Солунски фронт. До 1917. разочарао се у династију Карађорђевић након Солунског процеса, на ком је Васићев рођак Љубомир Вуловић као припадник Црне руке осуђен за наводни атентат на регента Александра. Протестовао је код тадашњег председника владе Пашића да се пуковник Драгутин Димитријевић Апис пусти на слободу. Из рата се вратио са са чином капетана у резерви.

### Међуратни период
Васић је био демобилисан на крају рата у новембру 1918. и напустио је војску са чином капетана у резерви. Приступио је Радикалној странци и постао један од уредника независних новина Прогрес. Власти су на његова дела реаговале поновном мобилизацијом. Васић је учествовао у војним вежбама близу границе са Албанијом, а касније је премештен у 30. пешадијски пук, који је учествовао у гушењу устанка у северној Албанији.
Своју будућу супругу је упознао у Горњем Милановцу. Из тога брака родила му се ћерка Татјана. Заједно са будућом супругом вратио се поново у Београд где она почиње да предаје књижевност у једној београдској гимназији. Бавио се писањем и историјских дела. Овековечио је бурни Мајски преврат и убиство последњег Обреновића у својој књизи „Деветсто трећа“(1920). Детаље о убиству последњих Обреновића дао му је поручник Велимир Вемић који је једва извукао живу главу на Солунском процесу. Прелаз српске војске преко Албаније овековечио је у својој књизи приповедака „Утуљена кандила“(1922).
Адвокатуром је почео да се бави у Београду 1921, а у јануару 1922. на Видовданском процесу бранио је неколико комуниста оптужених да су покушали да убију краља Александра I. У исто време, постао је добар пријатељ са академиком Слободаном Јовановићем, који се у то време противио Радикалној странци Николе Пашића. Васић је 1922. постао близак пријатељ са хрватским писцем Мирославом Крлежом који је редовно доприносио у Васићевом часопису Књижевна република. Са Владиславом Рибникаром и Сретеном Стојановићем је 1925. посетио Совјетски Савез. Крајем 1928. постао је један од уредника левичарског часописа Нова литература. До увођења Шестојануарске диктатуре 9. јануара 1929. Васић је сматран за симпатизера комуниста због његовог разочарања у послератну политичку сцену Краљевине СХС. Искористио је своје везе са председником владе, генералом Петром Живковић да би ослободио Ђуру Цвијића, бившег вођу КПЈ кога су власти осудиле на смрт. Васић је био члан САНУ, а 12. фебруара 1934. је постао дописни члан Академије лепих уметности.
Његове новинарске путописне репортаже реализоване између два светска рата садрже естетске интенције у жанру.
Васић је напустио Републиканску странку и, и уз Јовановићев подстицај, 1936. је основао националистички Српски културни клуб. Касније је постао његов потпредседник. Ту се упознао са будућим поборником четничког покрета др Стеваном Мољевићем, који је био председник бањалучког одбора клуба. Пре Другог светског рата, уређивао је периодични лист Српски глас. Стао је уз српске националисте током Конкордатске кризе 1938. и противио се споразуму Цветковић-Мачек из августа 1939, којој је Хрватској дата већа аутономија у оквиру Краљевине Југославије. Наводно је у том периоду Васић имао неке контакте са совјетском обавештајном службом.
Комунистичком покрету се замерио својом књигом Црвене магле (1922). Васић је сматрао да је комунизам тренутна појава и да ће врло брзо нестати.
У оквиру Српског књижевног клуба активно је радио на пројекту Српске земље са циљем уједињења свих историјски и етнички српских територија у српску административну јединицу унутар будуће федералне Југославије.
Васић је био противник делатника у српској култури који су сматрали да је српско становиште (рационални интерес а не културни ексклузивизам) какав негативан, затворен или провинцијални концепт.

### Други светски рат

#### Михаиловићев заменик
По почетку Априлског рата Васић се нашао на пропутовању по Црној Гори. Одмах након капитулације Југословенске војске, Васић је отишао у родно место и повукао се из јавног живота.
По формирању првих партизанских одреда у Таковском срезу, Драгиша Васић, бојећи се да ће пасти у њихове руке и да ће настрадати због својих предратних полемика одлучује да се приклони организацији пуковника Драже Михаиловића. Из свог села пише неколико писама на Равну гору. По наређењу пуковника Михаиловића, мајор Миодраг Палошевић и поручник Звонимир Вучковић су дошли воловским колима по њега преобучени у сељаке половином августа 1941. Већ 17. августа Драгиша Васић је стигао у штаб Драже Михаиловића у место звано Бабина Глава на Равној гори. Драгиша Васић се својим залагањима и предлозима врло брзо наметнуо пуковнику Михаиловићу. Пуковник Михаиловић је добро знао предратне заслуге Драгише Васића па га је убрзо уврстио у свој штаб као политичког делегата и уврсти у свој Централни национални комитет. Михаиловић и други четнички команданти, једнако као и цивил Васић, били крајње сумњичави, па чак и антагонистички расположени према професионалним политичарима. Васић је у прве две године био један од тројице најважнијих чланова ЦНК, уз бањалучког адвоката Стевана Мољевића и бившег Васићевог колеге адвоката и такође припадника Републиканске странке Младена Жујовића. Њих тројица су чинили Извршни комитет ЦНК већи део рата, а Васић је био посебно одређен као старешина трочлане групе, у којој су још били потпуковник Драгослав Павловић и мајор Јездимир Дангић, која би наследила Михаиловића на месту вође четничког покрета ако би му се нешто догодило. У неком тренутку 1941. Михаиловић је поставио Васића за председника ЦНК, али Васић није био прикладна особа за то због своје личности и недостатка политичког искуства. Практично су сви чланови ЦНК и сва три члана Извршног одбора били људи више великосрпских него општејугословенских политичких погледа, а имали су мало или никакво политичко искуство. Централни национални комитет је саветовао Михаиловића у питањима унутрашње и спољашње политике и одржавао је везе са цивилним присталицама четника у Србији и другим областима и бавио се пропагандом, што су били задаци за које Михаиловићеви команданти нису били прикладне особе. Васић је постао практично Михаиловићева десна рука.
Васић је уз Мољевића постао један од два главна четничка идеолога. Почео је изражава чврсте антикомунистичке ставове и противио се било каквој колаборацији са Немцима и Италијанима.
За време привремене сарадње партизанских и четничких одреда у западној Србији, Васић је у својству четничког делегата за политичка питања био присутан на свим састанцима. Тако је на другом састанку препознао покрајинског секретара за Ваљевски округ Милоша Минића, несвршеног адвоката из Чачка који се представљао под лажним именом.
Драгиша Васић се апсолутно противио предлогу пуковника Михаиловића да се Краљевска Југословенска војска преименује у Српску Војску, објашњавајући да има већи број официра који су Хрвати, Муслимани и Словенци, те да је четнички покрет само наставак неуспелог Априлског рата старе југословенске државе.
По заузећу Горњег Милановца септембра 1941. Драгиша Васић преузима уређење првог листа ЈВуО под називом „Слобода или смрт“.
Васић је свој целокупни боравак на Равној гори од половине августа па све до краја октобра брижљиво бележио у својој првој историји.
Васићева „Историја Равне горе“ је била куцана на писаћој машини и имала је 600 откуцаних страна. Васић је започео своју књигу кратком историјом саме Равне горе, да би затим писао о априлском слому и капитулацији, организацији Драже Михаиловића, преговорима са партизанима, те изнео и своја запажања. Рукопис књиге „Историја Равне горе“ није сачуван.
Будућа секретарица партизанског чачанског одреда је била особа која је куцала Васићеву историју.
Ова историја остала је негде у Србији после повлачења главнине четничких одреда децембра месеца 1941. Васић је сакрио да не би пала Немцима у руке. Поред књиге, сакривена је и прва скица грба четничке Врховне команде у пећини на Равној гори коју су Немци пронашли и уништили. Након легализације четничких снага из Србије крајем 1941. одлази у Црну Гору.
У јесен 1942. године, док се Михаиловић се са својим штабом налазио у Црној Гори у околини Колашина, Васић је био у Србији и боравио по селима пожешког среза и око Косјерића. Због нагомиланих и нерешених политичких проблема Михаиловића је 20. септембра 1942. у свој штаб позвао Васића и Мољевића. Они 10. новембра стигли у четничку Врховну команду. Михаиловић је разумео да је пропаганда од неизмерне важности и код куће и у иностранству, па је по формирању Врховне команде ЈВуО 27. јуна 1942. Васић је заједно са Стеваном Мољевићем био задужен за пропаганду. Васић је био на челу тог одсека 1942. и у првој половини 1943. По доласку Младена Жујовића у штаб Врховне команде Михаиловић је образовао Извршни одбор ЦНК, у који су ушли Васић, Мољевић и Жујовић. Све до краја рада у четничкој Врховној Команди сматран је за другог човека Равногорског покрета, одмах после генерала Михаиловића.
Победа партизана у бици на Неретви и одбацивање четника све до Дрине су на Васића имали велике последице. Васић је замерио Михаиловићу што се у борби против партизана ослањао на колаборацију са Италијанима, страхујући да ће четници због тога сносити тешке последице. Лична мржња и нетрпељивост према Мољевићу који је сада, одобравајући Михаиловићеве поступке, почео да избија у први план, натерао је Васића да се повуче у апстиненцију. Васић је 1943. поднео оставку у Централном националном комитету због четничке колаборације са Италијанима.

#### У Михаиловићевој немилости
Међутим, водећу улогу у четничком покрету почиње полако од 1943. да стиче др Стеван Мољевић. Драгиша Васић је једно време био ван политичих домашаја и боравио је у Гружи коју је држао легализовани одред капетана Предрага Раковића.
Васић се противио конгресу у селу Ба, који су четници одржали од 25. до 28. јануара 1944. у селу Ба. Нарочито се противио политичким концептима које су саставили Мољевић и социјалистички политичар Живко Топаловић. Михаиловић је, чини се, био против тога да се додели било каква важна улога Васићу с којим се све више свађао и попустио је тек на инсистирање Живка Топаловића. Драгиша Васић је отворио Конгрес са балкона основне школе Краљица Марија у селу Ба пред великом скупином народа. На Конгресу је изабран за члана Централног националног комитета (ЦНК), а затим и за секретара Извршног одбора ЦНК. У ЦНК вршио је функцију председника правног и законодавног одбора.
На следећем састанку четничких првака у родном граду генерала Михаиловића 21. октобра 1944, Драгиша Васић је предлагао да се четнички покрет мора очувати по сваку цену.
Васић је одбио предлог потпуковника Павла Ђуришића да главнина снага крене у Црну Гору, поседне Јадранску обалу и дочека искрцавање савезника.
По разлазу са Дражом Михаиловићем, Драгиша Васић напушта четнички штаб код Лознице почетком априла 1944. и са пуковницима Остојићем и Лалатовићем креће преко Дрине у Босну.

#### Коначан разлаз са Михаиловићем и смрт
Васић и многи други четнички команданти су одбили да прихвате Михаиловићеву одлуку да повуку све четнике из Србије до Санџака и североисточне Босне, након битке за Србију крајем 1944. Васић је одлучио да напусти Михаиловића и крене на запад без њега. Придружио се четничком команданту Павлу Ђуришићу и његовим снагама у њиховом повлачењу према Словенији.
Ђуришић је имао договор са Димитријем Љотићем и његовим снагама који су се налазили у Словенији да се сретну код Бихаћа и да га подрже током повлачења. Укупно је око 10.000 четника и избеглица пратило Ђуришића у повлачењу на западу. Да би стигао до Бихаћа, Ђуришић је направио споразуму о проласку кроз територију НДХ са припадницима Хрватских оружаних снага и црногорским сепаратистом Секулом Дрљевићем. Детаљи споразума нису познати, али чини се да су по њему Ђуришић, Захарије Остојић, Петар Баћовић и њихови четници требало да пређу Саву у Славонију, где би ступили у Дрљевићеву Црногорску народну војску, док би Ђуришић остао оперативни командант. Изгледа да су четници покушали да изиграју снаге ХОС и Дрљевића слањем својих болесних и рањених преко Саве и задржавањем својих способних трупа јужно од реке, након чега су кренули на запад. Прогоњени и од ХОС и од партизана, стигли су до Врбаса, који су почели да прелазе. У бици на Лијевче пољу, удружене четничке снаге су поражене од снага ХОС. Након овог пораза и преласка једне њихове јединице Дрљевићу, Ђуришић је натеран да преговара директно са заповедницима ХОС, које су га напале и заробиле док је ишао на састанак. Ђуришић, Баћовић, Васић и Остојић су одведени у затвор у Старој Градишки. Усташе су одабрале око 150 четничких официра и интелектуалаца и убили их.

## Књижевни рад
Драгиша Васић је објавио један роман (Црвене магле, 1922) и три збирке приповедака (Утуљена кандила 1922, Витло и друге приче 1924. и Пад са грађевине 1932). Планирао је да друге необјављене приповетке скупи у збирку под насловом Бакућ Улија и друге приче, али то никада није учинио. 1990. Гојко Тешић је приредио Сабране приповетке Драгише Васића, књигу је поделио на четири дела, тј. збирке - четврта је Бакућ Улија и друге приче.

## Рехабилитација
Априла 2007. Окружном суду у Београду поднет је захтев за рехабилитацију Драгише Васића. Захтев је поднела ћерка Драгише Васића, Татјана Васић-Јанићијевић. Овај захтев је изазвао велику полемику у јавности. Једни мисле да се други човек четничког покрета не сме рехабилитовати док други сматрају да је то упрошћавање проблема, те наводе да је Драгиша Васић био левичар, социјалиста, да је на Дражу Михаиловића утицао само у позитивном смислу (познато је нпр. да Југословенска војска у отаџбини није преименована у Српску војску баш због противљења Васића који је убедио Михаиловића да ту војску не чине само Срби) а наводе и његово коначно размимоилажење са генералом Михаиловићем 1944. Драгишу Васића је рехабилитовао Окружни суд у Београду 15. децембра 2009. доказивањем да није присуствовао заседању Недићеве владе када је издала наређење да се покрене борба против партизана и да је била издата потерница за њим још пре заседања те владе.
О њему је књигу написао др Мило Ломпар.

## Лични живот
Драгиша Васић је био кум хрватском писцу Мирославу Крлежи. Писаћа машина коју је Крлежа поклонио Васићу данас је у власништву чачанског вајара Живорада Максимовића.

## Одабрана дела
- Карактер и менталитет једног поколења, публицистика, 1919.
- Два месеца у југословенском Сибиру, публицистика, 1927.
- Утуљена кандила, приповетке, 1922.
- Црвене магле, роман, 1922.
- Утисци из данашње Немачке, публицистика, 1923.
- Витло и друге приче, 1924.
- Деветсто трећа, проза, 1925.
- Утисци из Русије, путопис, 1928.
- Приповетке, 1929.
- Пад са грађевине, 1932.

## У популарној култури
- Реконвалесценти, телевизијски филм према истоименој причи Драгише Васића у режији Слободана Радовића снимљен је 2006. године у продукцији РТС-а.[30][31]